# Andreas Palinske
Andreas Palinske (* 1973) ist ein deutscher Unternehmer und war 1996 Mister Germany.

## Leben
Von 1999 bis 2003 studierte Palinske an der Fachhochschule Erfurt Gartenbau und leitet heute einen Gartenbaubetrieb in Erfurt. Im Januar 1996 wurde er im Berliner Friedrichstadtpalast zum Mister Germany gewählt.